# HWY: An American Pastoral
Pour les articles homonymes, voir HWY.
HWY: An american Pastoral est un film américain de Jim Morrison, Frank Lisciandro, Paul Ferrara et Babe Hill. Jim y joue le rôle d'un auto-stoppeur fou. Le film dure 50 minutes. Il a été tourné au cours du printemps et de l'été 1969 dans le désert des Mojaves et à Los Angeles.

## Synopsis
La première séquence montre l'auto-stoppeur (Jim Morrison) sortant d'un étang, et mettre ses vêtements. Il marche ensuite dans la montagne de l'étang. Il commence à marcher sur l'autoroute et une voix-off de Morrison relate l'événement des Indiens morts sur la route lorsqu'il était enfant. On le voit sortir d'une voiture enlisée dans le sable.
La séquence suivante montre le paysage et puis se détourne vers un clip de l'auto-stoppeur à la recherche d'un livre avec la voiture garée devant une station-service (visible à travers la fenêtre). L'auto-stoppeur est montré de retour sur la route avec deux autres personnes et un policier. Il monte dans la voiture et démarre. Il cherche la direction sur une carte le soir, éclairé par les phares de la voiture.
Enfin, l'auto-stoppeur passe un appel téléphonique à un poète américain, McClure Michael, et explique d'une voix détachée pourquoi le pilote d'origine n'était pas avec lui pendant une bonne partie du voyage. Les derniers plans montrent l'auto-stoppeur au Whiskey A Go Go sur la Sunset Strip à Los Angeles.

On pourrait trouver une ressemblance avec le film de Robert Harmon, Hitcher qui relate lui aussi l'histoire d'un autostoppeur fou qui tue les personnes qui le prennent en stop. De plus, le héros du film s'appelle Jim Halsey, référence au prénom de Jim Morrison. Le scénariste (Eric Red), dit s'être inspiré de la chanson des Doors, Riders on the Storm pour l'histoire du film.

## When you're strange
En 2009, des extraits restaurés et remastérisés de HWY ont été présentés dans le documentaire de Tom DiCillo, When you're strange. Cependant, le film complet n'a pas été inclus dans les fonctions spéciales du film, et il n'y a pas eu d'annonces supplémentaires concernant une sortie en DVD de HWY. Copies piratées du film (avec un visible Timecode au bas de l'écran) peuvent être trouvées sur l'Internet.

## Fiche technique
- Producteur : Jim Morrison
- Auteur : Jim Morrison
- Vedette : Jim Morrison
- Durée : 52 minutes
- Pays d'origine : États-Unis
- Langue : Anglais.

## Distribution
Personnage : Jim Morrison